# Benzino
Raymond Scott, mieux connu sous son nom de scène Benzino, est un responsable de médias hip-hop, et producteur de disques. Il s'est fait connaître lors de son apparition sur VH1, dans la série de télévision Love & Hip Hop: Atlanta, et sur TV One, dans la série The Next : 15.

## Histoire
Benzino est né à Boston, d'une mère cap-verdienne, et d'un père portoricain. Avec son ami de longue date David Mays, Benzino est connu pour avoir été directeur du magazine hip hop The Source, qui a été lancé en 1988. Il est le père de la rappeuse Coi Leray.
Benzino a été l'un des membres fondateurs des groupes de rap The Almighty RSO et Made Men, avant de faire une carrière en solo. Il est apparu dans la télé-réalité Love & Hip Hop: Atlanta, en 2012. Il a également été le compagnon de Karlie Redd et Althea Heart.
Benzino a été blessé par balle, à l'épaule et dans le dos, le 29 mars 2014, par son neveu Gai Scott ; la fusillade a eu lieu dans la ville de Duxbury, lors des funérailles de sa mère. Les blessures ne lui ont pas été fatales.

### Conflit avec Eminem
Benzino a été impliqué, depuis 2003, dans un conflit très médiatisé, avec le rappeur Eminem, que Benzino a appelé "2003 Vanille Ice". Depuis, ils sont impliqués dans un diss song ; "Pull Your Skirt Up" et "Die Another Day" de Benzino, ou "The Sauce" et "Nail in the Coffin" d'Eminem. Dans la continuité de ce différend, Benzino a publié une mixtape diss, intitulée Benzino Présents: Die Another Day: Flawless Victory, qui dénigre Eminem et sa maison de disque,,.

## Discographie
| 2001 | The Benzino Project - Sortie : 30 octobre 2001 - Label: Motown                                                 |
| 2002 | The Benzino Remix Project - Sortie : 18 juin 2002 - Label: Surrender Records                                   |
| 2003 | Redemption - Sortie : 14 janvier 2003 - Label: Elektra                                                         |
| 2005 | Arch Nemesis - Sortie : 22 février 2005 - Label: ZNO Records                                                   |
| 2007 | The Antidote - Sortie : 21 août 2007 - Label: 7th Floor Music                                                  |
| 2011 | Caezar (mix tape) - Sortie : 11 septembre 2011 - Label: Oasis Music Group                                      |
| 2012 | The Magnificent 757's (mix tape) feat. Stevie J - Sortie : 18 juin 2012 - Label: The Warden/Burn Unit/Armadale |
| 2013 | Crushed Ice (mix tape) - Sortie : 22 février 2013 - Label: AMS Entertainment                                   |
| 2015 | Welcome to Texaco City (mix tape) feat. OJ da Juiceman - Sortie : 30 novembre 2015 - Label: 32 Entertainment   |

## Filmographie

### La télévision
| Année           | Titre                             | Rôle     |
| --------------- | --------------------------------- | -------- |
| 2001            | 2001 Source Awards                | Lui-même |
| 2003            | Soul Train                        | Lui-même |
| 2005            | Bloodline                         | Vendeur  |
| 2012            | RapFix Live                       | Lui-même |
| 2012-2014       | Love & Hip Hop: Atlanta           | Lui-même |
| 2014            | 2014 Soul Train Music Awards      | Lui-même |
| 2015-2016       | Marriage Boot Camp: Reality Stars | Lui-même |
| 2016-maintenant | The Next :15                      | Lui-même |